# Yechiva de Sloutsk-Kletsk

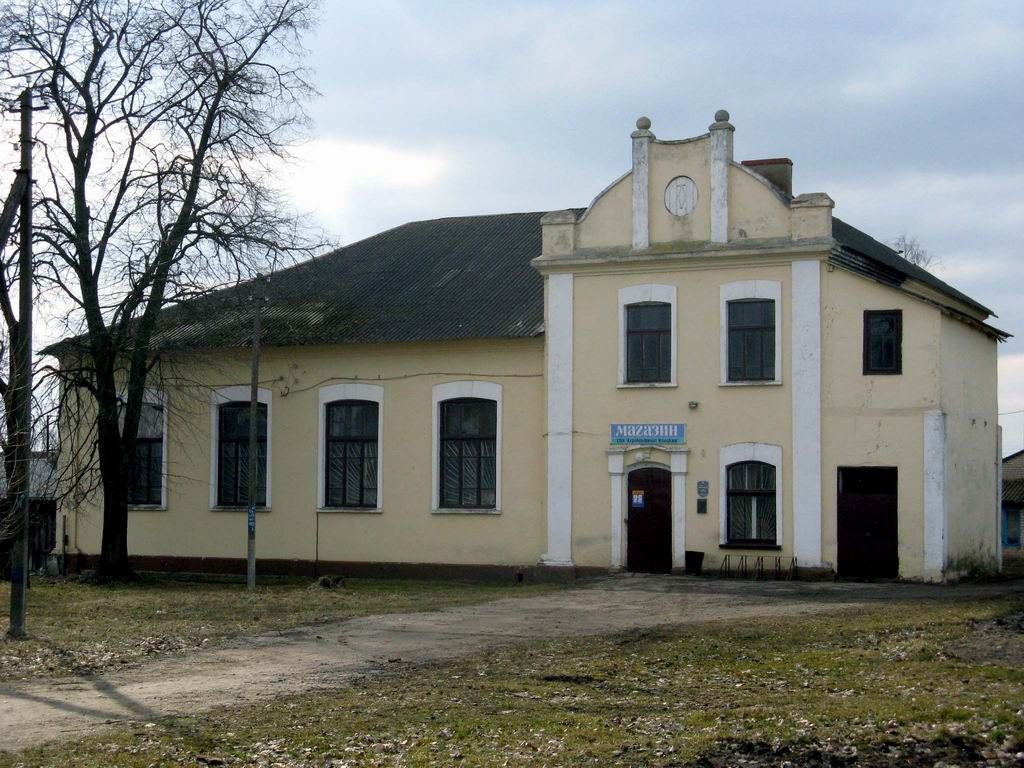
Yechiva de Sloutsk-Kletsk

La Yechiva de Sloutsk-Kletsk (ou Mesivta Rabsa Eitz Chaim DiSlutsk) (en hébreu: מתיבתא רבתא עץ חיים דסלאצק), est une Yechiva fondée à  Sloutsk (Empire russe) (aujourd'hui en Biélorussie)  Elle est fondée par le rabbin Yaakov Dovid Wilovsky (le Ridvaz) en 1897.  Elle est transférée, en 1821 à Kletsk (Deuxième République (Pologne)).Elle est dirigée, plus tard, par les rabbins Isser Zalman Meltzer et Aharon Kotler.

## Histoire
La yechiva est fondée par le rabbin  Yaakov Dovid Wilovsky (le Ridvaz), le rabbin de Sloutsk (Empire russe) (aujourd'hui en Biélorussie), en 1897.